# Solmisko
Solmisko, Solnisko – nieduża polana reglowa w Gorcach, na grzbiecie łączącym Wierchu Spalone z Turbaczykiem. Szczyty te znajdują się na grzbiecie odbiegającym od Turbacza poprzez Czoło Turbacza w północnym kierunku. Zaprzestano użytkowania polany po II wojnie światowej, od tego czasu polana zaczęła zarastać i nie są podejmowane działania w celu zapobiegnięcia temu. Na niewielkim wzniesieniu tuż obok ścieżki prowadzącej przez polanę znajduje się ruina szałasu. Polanę otacza las ze starym drzewostanem, dawniej, przed utworzeniem Gorczańskiego Parku Narodowego obszar ten należał bowiem do rezerwatu „Turbacz”.
Solniskiem nazywano dawniej miejsca na pastwiskach, w których wykładano sól dla bydła. Urzędowa nazwa Solmisko podana na Geoportalu jest zapewne błędem literowym.
Polana znajduje się na obszarze Gorczańskiego Parku Narodowego i należy do Koninek (części wsi Poręba Wielka w województwie małopolskim, w powiecie limanowskim, w gminie Niedźwiedź).
Szlak turystyczny
 Niedźwiedź – Orkanówka – Łąki – Turbaczyk – Spalone – Czoło Turbacza – Turbacz. Odległość 10,8 km, suma podejść 970 m, suma zejść 240 m, czas przejścia 3 godz. 25 min, z powrotem 2 godz. 20 min.